# لوکا اوربانی
لوکا اوربانی (به انگلیسی: Luca Urbani) فضانورد اهل کشور ایتالیا است که در ۱۱ مه ۱۹۵۷ میلادی در رم زاده شد.